# Dellbach (Our)
Der Dellbach, auch Dehlenbach genannt, ist ein etwa 1,2 km langer linker und östlicher Zufluss der Our.

## Verlauf
Der Dellbach entspringt westlich vom Roppelsknopp. Er mündet bei Weckerath in die Our.